# Psychotria sanfelicensis
Psychotria sanfelicensis är en måreväxtart som beskrevs av John Duncan Dwyer. Psychotria sanfelicensis ingår i släktet Psychotria och familjen måreväxter. Inga underarter finns listade i Catalogue of Life.